# Cratere Rocco
Rocco è un cratere lunare di 4,35 km situato nella parte nord-occidentale della faccia visibile della Luna.